# Město Touškov
Město Touškov (v latinských textech Tuscowe, německy Stadt Tuschkau) je město v okrese Plzeň-sever v Plzeňském kraji. Leží zhruba deset kilometrů západně od Plzně. Ve městě žije přibližně 2 400 obyvatel.
Historické jádro města je městskou památkovou zónou. Ve městě se nachází základní škola. Na jihu podél města teče řeka Mže.

## Historie

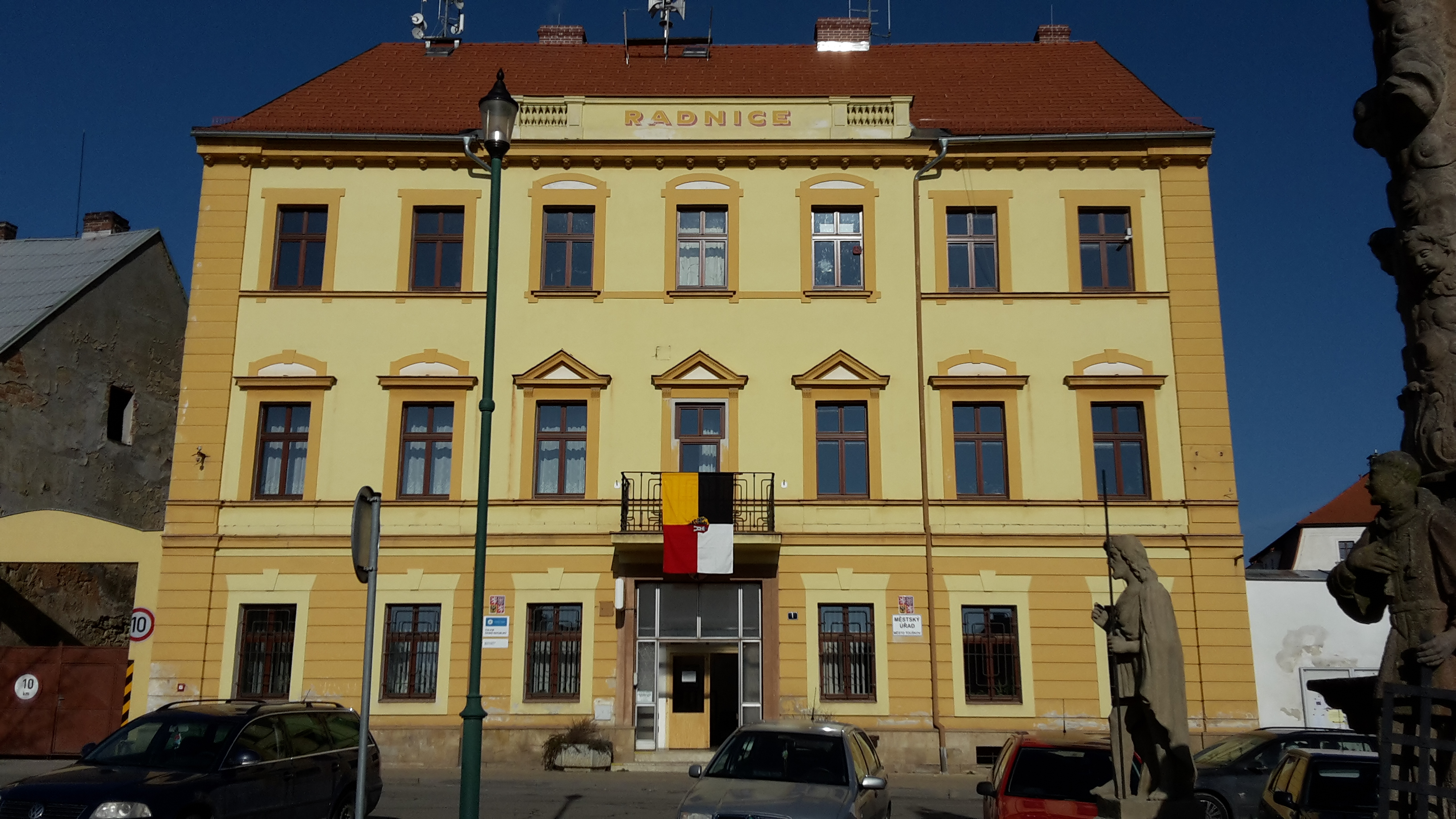
Touškovská radnice

Na západním okraji města se v místech zaniklé pískovny na nevýrazné ostrožně v eneolitu nacházelo sídliště chamské kultury. Archeologický výzkum provedený v letech 1997 a 2000 zde zachytil stopy po obydlí o rozměrech 3,5 × 3,5 metru, soubor keramických zlomků a křemencový úštěp.
První písemná zmínka o osadě Touškov pochází z falza o založení benediktinského kláštera v Kladrubech z roku 1115. Podle této listiny daroval kníže Vladislav I. kladrubskému klášteru dva poddané komorníky Domabora a Cika z Touškova. Další zmínka pochází z roku 1186, kdy český kníže Bedřich toto darování komorníků z Touškova klášteru potvrzuje. V další zprávě z roku 1231 je již Touškov nazýván trhovou vsí, čili městečkem. V roce 1288 byl Touškov nazýván trhovým městem a byl nejvýnosnějším majetkem kladrubského kláštera. V těchto letech prožívá Touškov velký rozkvět a je největším městem v širokém okolí.
Těžkou ranou Touškovu bylo založení královského města Plzně Václavem II. v roce 1295. Místní proboštství zůstalo důležitým ekonomickým hráčem v oblasti a nejvýnosnějším majetkem kladrubského kláštera a město dále rostlo, nicméně jeho politický význam výrazně klesl. Do roku 1424 se v Touškově začala rozvíjet kamenná zástavba, město mělo pravděpodobně jednoduché opevnění, tvrz a kamenný střed města s dřevěnou zástavbou na periferii. Touškovská městská zástavba byla však odlišná od většiny českých měst, byla stavěna spíše do šířky a ne jako běžně do výšky, směrem do dvora.
Existenci Touškova jako významného města ukončily husitské války. Jan Žižka si po neúspěšném obléhání Plzně vybral Touškov jako místo, kde by sehnal prostředky na zaplacení svého tažení: 20. května 1424 město dobyl a prakticky zcela zničil. Zanikla budova klášterní správy, tvrz a téměř veškerá zástavba. Po této katastrofě už Touškov nikdy nezískal svůj dřívější význam a po celé další století zůstával takřka bezvýznamnou trhovou vsí, jen pomalu se rozšiřující.
12. srpna 1543 král Ferdinand I. Habsburský povýšil Touškov na město. Touškov obdržel privilegia, která mu umožňovala svobodné rozvíjení řemesel a udělovala pečeť a městský znak. V posledním desetiletí šestnáctého století se v Touškově zdržoval známý český cestovatel a umělec, Kryštof Harant z Polžic a Bezdružic, který zde vlastnil několik domů. Před třicetiletou válkou byl Touškov převážně český, avšak v důsledku války a morových epidemií tehdy počet obyvatel celých Čech klesl až o polovinu, přičemž těžce zasažen byl i Touškov. Proto do něj v druhé polovině 17. století přišlo hodně nových, převážně německých obyvatel, hlavně řemeslníků. Touškov během té doby postupně rostl, byť jej postihlo několik katastrof včetně velkých požárů.
V 18. století většina obyvatel mluvila německy. V roce 1776 bylo rozhodnuto o stavbě nového kostela, starý kostel stávající o něco jižněji byl zbořen o kousek dál vyrostl nový, pozdně barokní kostel Narození sv. Jana Křtitele od architekta Antonína Haffeneckera. Jeho stavba byla dokončena v roce 1780. Teprve roku 1856 nechal patron a dobrodinec božího domu Johann Anton von Starck věž kostela Narození svatého Jana Křtitele v Tuschkau dostavět do dnešní podoby. V devadesátých letech 20. století byl kostel za působení významného faráře P. Jiřího Mošny kompletně opraven. V roce 1746 se zde postavila nová budova proboštství kladrubského kláštera, to zároveň sloužilo jako letní sídlo kladrubských opatů.
V roce 1938 byl převážně německý Touškov připojen k říšské župě Sudety. Po druhé světové válce byla většina původních obyvatel vysídlena.

### Hornictví
U města se těžilo černé uhlí. Nejstarším dolem býval Albert otevřený roku 1841. Dalším dolem byl důl Kreysa, kde se v hloubkách do čtyřiceti metrů těžilo uhlí z jediné sloje s mocností 0,6–0,8 metru. Důl měl dvě větrací jámy hluboké 5,5 a 31 metrů. V letech 1916–1920 se v něm vytěžilo celkem 25 425 tun uhlí. Třetí důl Adolf byl provozován v letech 1918–1921. Těžila se v něm permská sloj s mocností 0,3–0,75 metru v hloubkách do 48 metrů. V letech 1919 a 1920 se v dole Adolf vytěžilo celkem 1 612 tun uhlí.

## Městské symboly

### Znak
Znak městu udělil král Ferdinand I. Habsburský roku 1543. Znak Města Touškova je ve tvaru pozdně renesančního štítu, který je svisle rozpůlený. V pravé zlaté/žluté polovině je půl černého orla hledícího vpravo, opírajícího se o střední linku; má červený jazyk a je bez koruny. V červené levé polovině je bílá věž z kvádrů. V šikmo rozšířeném přízemí má bránu s vytaženou zlatou mříží. V prvním patře je jediné okno, v druhém dvě okna, nad nimi cimbuří se čtyřmi stínkami. Věž kryje modrá kuželovitá střecha se zlatou makovicí na vrcholu. Žlutá/zlatá barva na pravé straně symbolizuje barvu Rakouska ve které je vyobrazena půlka majestátního rakouského orla, který připomíná velkou úctu a věrnost města k císaři. Červená barva na straně levé symbolizuje barvu Českého království. Věž s bránou vypovídá o opevnění města hradbami a vstupní bránou.

### Vlajka
Vlajka (dříve prapor) byla městu udělena pravděpodobně ve stejné době jako znak. Poprvé po dlouhé době byla představena v roce 1993 při oslavách města k udělení městských práv. V roce 1996 Zastupitelstvo města požádalo Parlament ČR, aby byla podoba vlajky potvrzena, tak jak byla městu kdysi udělena, jak vyplývá ze zápisu zastupitelstva. Parlament městu vlajku udělil rozhodnutím z 12. května 1997.
Vlajka je čtvrcená a tvoří ji městské barvy, které jsou umístěny následovně: V horní části je u žerdi černé pole a ve vlající části pole bílé, v dolní části u žerdi žluté pole a ve vlající části pole červené. Poměr šířky k délce listu je 2:3.
Na webu obce je na obrázku a v popisu vlajky ještě uprostřed vlajky umístěn městský znak „ve velikosti jedné třetiny“ (není jasné čeho). Tato verze (možná se jedná o historickou vlajku) však nebyla schválená, jde o svévolné „polepšení“ vlajky ze strany obce, porušující Základní vexilologické zásady pro tvorbu nových obecních symbolů.

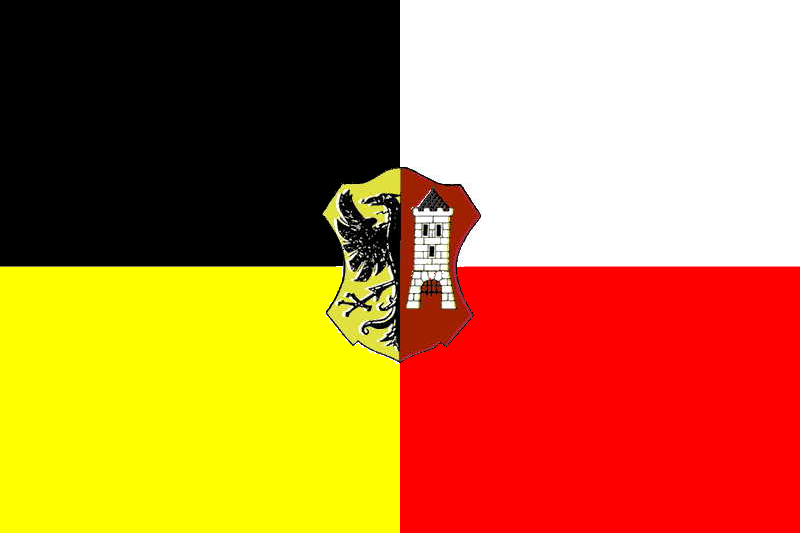
Svévolně „polepšená“, neschválená vlajka

Samotné barvy vlajky symbolizují vlajky jiné, které vypovídají o významu města v době, kdy byla vlajka městu udělena. Černá a žlutá je vlajka Rakouského císařství. Červená a bílá je vlajka Českého království.

## Obyvatelstvo
| Rok            | 1869 | 1880 | 1890 | 1900 | 1910 | 1921 | 1930 | 1950 | 1961 | 1970 | 1980 | 1991 | 2001 | 2011 | 2021 |
| -------------- | ---- | ---- | ---- | ---- | ---- | ---- | ---- | ---- | ---- | ---- | ---- | ---- | ---- | ---- | ---- |
| Počet obyvatel | 1388 | 1490 | 1608 | 1491 | 1541 | 1610 | 2061 | 1473 | 1672 | 1495 | 1657 | 1641 | 1712 | 2077 | 2138 |
| Počet domů     | 179  | 193  | 201  | 216  | 230  | 239  | 346  | 382  | 321  | 316  | 351  | 376  | 422  | 497  | 568  |

## Městská správa

### Části města
- Město Touškov
- Kůští, tvoří jeho exklávu

Od 1. ledna 1976 do 23. listopadu 1990 k městu patřil i Újezd nade Mží a od 1. července 1980 do 23. listopadu 1990 také Čeminy (Čeminy se, již bez Kůští, opět osamostatnily k 24. listopadu 1990).

## Pamětihodnosti
Ve městě se nachází pozdně barokní kostel Narození svatého Jana Křtitele od Antonína Haffeneckera. Dále je zde fara, kaple, morový sloup Nejsvětější Trojice, řada historických domů a bývalá věznice.

## Osobnosti
- Jiří Barhoň (* 1955), bývalý administrátor farnosti, spisovatel a humorista
- Richard Fleissner (1903–1989), malíř a profesor umělecké školy
- Mons. Vladimír Gajdušek (* 1950), současný farář, emeritní soudní vikář plzeňské diecéze
- Kryštof Harant z Polžic a Bezdružic (1564–1621), šlechtic, cestovatel a spisovatel
- Zikmund Chotek z Chotkova (?–1603), válečník v tureckých vojnách
- Rudolf Jindřich (1882–1968), český grafik, malíř a restaurátor
- Simon von Lämmel (1766–1845), šlechtic, obchodník a bankéř židovského původu
- P. Jiří Mošna (1928–2010), farář, os. arciděkan, vikář vikariátu Plzeň-sever (1973–1989)
- František Plass (1944–2022), bývalý český fotbalista a trenér, československý reprezentant
- Mons. Josef Resl (1885–1967), farář, plzeňský vikář a arcibiskupský notář, čestný občan města
- Vladimír Roubal (* 1965), český varhaník, především varhanní improvizátor, čestný občan města
- Anton Schobloch (1835–1900), obchodník a podnikatel
- Theodor Schulz (1875–1945), soudní rada, významný houslista a violoncelista[13]
- Johann Anton Starck (1808–1883), šlechtic a podnikatel
- Jan Štork (1892-1965), český letec a legionář
- Michael Stark (1877–1953) – geolog, rektor Německé univerzity v Praze
- Amandus Streer (1702–1783), touškovský probošt, poslední kladrubský opat